# Lothar Koch (Oboist)
Lothar Koch (* 1. Juli 1935 in Velbert; † 16. März 2003 in Salzburg) war ein deutscher Oboist.
Koch studierte an der Folkwang-Hochschule in Essen. Zunächst war er Solo-Oboist des Philharmonischen Orchesters in Freiburg im Breisgau. 1957 wurde er zum Solisten der Berliner Philharmoniker unter Herbert von Karajan berufen. 1961 gründete Koch zusammen mit anderen Solisten dieses Orchesters die Philharmonischen Solisten Berlin. Im selben Jahr begann er seine Lehrtätigkeit am Städtischen Konservatorium Berlin. Neben Kammermusik- und Meisterkursen unterrichtete er auch an der 1972 gegründeten Orchester-Akademie der Berliner Philharmoniker. Im Jahr 1978 gründete er gemeinsam mit anderen Instrumentalsolisten das Bläserensemble der Berliner Philharmoniker, mit dem er oftmals bei den Salzburger Festspielen auftrat. 1990 nahm Koch eine Gastprofessur am Salzburger Mozarteum an, 1991 wurde er zum Ordentlichen Professor für Oboe ernannt. Er unterrichtete bis 1996 als Dozent an der Internationalen Sommerakademie Mozarteum Salzburg. Er verstarb am 16. März 2003 an den Folgen einer langjährigen Erkrankung.
Lothar Koch hat als Solo-Oboist und in kammermusikalischen Besetzungen weltweite Konzertreisen unternommen und viele Tonträger eingespielt, u. a. mit Solokonzerten von Wolfgang Amadeus Mozart, Richard Strauss und Hans-Jürgen von Bose. Er gilt als Musiker von Weltklasse, nicht zuletzt wegen seines gesangvollen Klangs. Bei den Berliner Philharmonikern wurde er insbesondere wegen seiner unverwechselbaren rhythmischen Präzision sehr geschätzt.